# Humanity: Hour I
Humanity: Hour I (с англ. — «Человечество: Час 1»)— шестнадцатый студийный концептуальный альбом немецкой рок-группы Scorpions, вышедший 14 мая 2007 года в Европе и 28 августа 2007 года в США и Канаде.

## Предпосылки и запись
В интервью малайзийской газете Malay Mail в 2006 году гитарист Scorpions Рудольф Шенкер говорил о новом альбоме: «Думаю, он будет звучать свежо и зажигательно. И ещё кое-что — это будет превосходный альбом, а не просто альбом с одной или двумя хорошими песнями». Когда первоначальные планы по привлечению Дитера Диркса в качестве продюсера не увенчались успехом из-за разногласий относительно контракта, Scorpions решили было спродюсировать его самостоятельно на студии Шенкера Scorpio Sound Studio, однако посчитали, что это будет недостаточно хорошо.

«Мы знали, что хотим сделать особенную запись. Мы хотели быть уверены, что этот альбом станет шедевром. Если мы пишем альбом в наши дни — это должно быть что-то особенное. Не просто порадовать фанатов — это одна сторона медали — но также порадовать и себя».
Оригинальный текст (англ.)We knew we wanted to make a special record. We wanted to make sure that this album was going to be a masterpiece. When we do an album these days it has to be something special. If we only did it to make the fans happy - that’s one thing - but you also have to make yourself happy.
— Рудольф Шенкер. интервью Rock Confidential, 2007 год.
В одном из интервью 2007 года Клаус Майне заявил, что у группы не было желания записывать ещё один альбом на тему «мальчики бегают за девочками». Humanity: Hour I, «быть может, не столько концептуальный альбом, сколько собрание песен, объединённых общей тематикой»: «Мы хотели создать альбом с современным звучанием, не теряя при этом стиля Scorpions — и, я думаю, это удалось. Это не означает, что мы пытались экспериментировать. Не классический рок, как в старые добрые времена; мы хотели создать запись с саундом 2007 года».
Работа над Humanity интенсивно шла в ходе концертов 2006 года. В Германию для переговоров были приглашены несколько продюсеров (среди них — Рой Томас Бейкер), однако участники группы не были удовлетворены их идеями; в итоге выбор пал на Дезмонда Чайлда. По словам Шенкера, они с Майне пишут вместе уже столько лет, что сейчас им был нужен свежий подход к сочинению, написанию и записи — и Дезмонд предложил всё это. Он же предложил подключить к проекту Джеймса Майкла. Майкл отвечал за звучание — гитары, ударная установка, бас.
В октябре 2006 года Scorpions вылетели в Лос-Анджелес с багажом в 30 написанных песен и в течение полутора месяцев записывали основной материал альбома. На стадии отбора осталось около 20 песен, большую часть которых сочли «слишком мрачными», поэтому было принято решение добавить в альбом больше оптимистичных песен (среди них были «The Game of Life» и «You’re Lovin' Me to Death», доработанные для соответствия тематике альбома). Первые недели группа ежедневно репетировала по 8 часов в день; аранжировки и запись проходили на разных студях Лос-Анджелеса: гитары — с Майклом в одной студии, вокал — с Чайлдом в другой. Дезмонд нанял для Майне тренера по вокалу, который регулярно проводил с ним часовую разминку перед началом записи. Маттиас Ябс пояснял: «Голосовые связки словно мышцы, необходимо разминать их. Дезмонд дальновидный парень и знает, что если вокалист в хорошей форме, он получит от него то, что хочет». Гитары звучат в тональностях Drop D, Drop C и Drop C-диез. Закончив запись, Scorpions немедленно начали промо-тур; связь с Чайлдом в период микширования альбома осуществлялась через Интернет.
В период с октября 2006 по февраль 2007 было записано 13 композиций; ещё 37 были отсеяны, часть из них существует только в виде демоверсий.
Помимо самих Scorpions, над диском работали и другие известные личности. Продюсеры альбома, англ. James Michael и Дезмонд Чайлд, также участвовали в написании песен. Соавтором открывающей альбом «Hour I» выступил гитарист John 5. В песне «The Cross» поёт не только Клаус Майне, но и фронтмэн группы Smashing Pumpkins Билли Корган. По словам Шенкера, Scorpions пытались связаться с ним ещё во время подготовки проекта «Moment of Glory», но им не удалось вовремя установить связь; ему нравятся Smashing Pumpkins, а Корган является фанатом Scorpions и обладателем большого количества бутлегов группы.

## Тематика
Альбом базируется на истории, разработанной продюсером альбома Дезмондом Чайлдом и писателем-футуристом Лиамом Карлом, согласно которой мир будущего окажется поглощённым войной между людьми и роботами. Этот апокалиптический кошмар служит предостережением всему человечеству. Заключительная композиция «Humanity» выносит основную мысль альбома: «если мы не изменим нашу жизнь — она перейдёт в ужасное состояние».
Чайлд и Карл приняли участие и в оформлении обложки диска. Фирменный логотип группы в этот раз в заголовке не использован, его можно увидеть только на шее у женщины-робота, изображённого на обложке. На сайте HumanityHour1.com, временно созданном для продвижения диска (в настоящее время не функционирует), можно было «поговорить» с женщиной-андроидом по имени Laisan, которая «является хранителем и обитателем этого альбома». Группа просила своих поклонников самим догадаться, что обозначает зарево на обложке, почему андроид стоит спиной к зрителю.

## Продвижение и отзывы
Заглавная песня альбома, «Humanity», впервые была исполнена 24 марта 2007 года в Брюсселе, Бельгия. Альбом получил весьма высокую оценку от критиков. Дэн Марцикано (411mania.com) написал, что альбом «наглядно демонстрирует, что группа на кураже и могущественна так же, как и 35 лет назад». Григорис Хронис (Metal Temple) заключил, что у группы «всё ещё есть что сказать и есть что подарить миру музыки». Дон Кей (Blabbermouth.net): «Достаточно сказать, что Humanity: Hour I — пожалуй, лучший альбом Scorpions со времён Crazy World 1990 года и что Scorpions „восстановили своё жало“». Рецензент RockReport констатировал, что это — «первый альбом [группы], ставящий старых и новых Scorpions на путь, которым и следовало идти — благодаря Дезмонду Чайлду, указавшему им верное направление».
Отвечая в 2007 году на вопрос относительно выпуска Humanity: Hour II, Майне сказал, что ещё рано говорить о продолжении; сейчас начало концертного тура, песни с нового альбома встречаются публикой (среди которой стало заметно больше молодёжи) очень хорошо, и на данный момент группа поглощена Humanity: Hour I.

## Список композиций
| №   | Название                                 | Автор(ы)                                                 | Длительность |
| --- | ---------------------------------------- | -------------------------------------------------------- | ------------ |
| 1.  | «Hour I»                                 | Rudolf Schenker, James Michael, Desmond Child, John 5    | 3:26         |
| 2.  | «The Game of Life»                       | Klaus Meine, Child, Mikael Nord Andersson, Martin Hansen | 4:04         |
| 3.  | «We Were Born to Fly»                    | Matthias Jabs, Eric Bazilian, Marti Frederiksen          | 3:59         |
| 4.  | «The Future Never Dies»                  | Meine, Child, Bazilian, Jason Paige, Russ Irwin          | 4:03         |
| 5.  | «You’re Lovin' Me to Death»              | Schenker, Child, Andreas Carlsson, Bazilian              | 3:15         |
| 6.  | «321»                                    | Schenker, Child, Frederiksen, Paige                      | 3:53         |
| 7.  | «Love Will Keep Us Alive»                | Meine, Child, Bazilian, Frederiksen                      | 4:32         |
| 8.  | «We Will Rise Again»                     | Jabs, Michael, Paige, Child                              | 3:49         |
| 9.  | «Your Last Song»                         | Schenker, Child, Bazilian                                | 3:44         |
| 10. | «Love Is War»                            | Jabs, Michael, Child, Frederiksen                        | 4:20         |
| 11. | «The Cross»                              | Jabs, Michael, Child, Frederiksen                        | 4:28         |
| 12. | «Humanity»                               | Meine, Child, Bazilian                                   | 5:26         |
| 13. | «Cold» (*)                               | Jabs, Child, Bazilian, Frederiksen                       | 3:52         |
| 14. | «Humanity» (radio edit *)                | Meine, Child, Bazilian                                   | 4:06         |
| 15. | «Love Will Keep Us Alive» (radio edit *) | Meine, Child, Bazilian, Frederiksen                      | 4:05         |

* Бонусная песня на японском, виниловом и ограниченном издании альбома.

## Участники записи
Scorpions
- Клаус Майне: основной вокал
- Маттиас Ябс: лидер-гитара, акустическая гитара, бэк-вокал
- Рудольф Шенкер: ритм-гитара, бэк-вокал
- Павел Мончивода: бас-гитара, бэк-вокал
- Джеймс Коттак: ударные, барабаны, бэк-вокал

приглашённые музыканты
- Билли Корган: Поёт отрывок в песне «The Cross»
- Эрик Базилиан: гитара в песне «Love Will Keep Us Alive»
- Harry Sommerdahl: программирование на «Love Will Keep Us Alive»
- Джон 5: гитара в песне «Hour I»
- Рус Ирвин: фортепиано в песне «The Future Never Dies»
- Jason Paige, Jeannette Olsson, James Michael, Дезмонд Чайлд — бэк-вокал